# درویت
 درویت  (به کردی: ده‌رۊت Derüt)، روستایی است از توابع بخش گهواره و در شهرستان دالاهو استان کرمانشاه ایران.

## جمعیت
این روستا در دهستان قلخانی قرار داشته و بر اساس سرشماری سال ۱۳۸۵ جمعیت آن (۶۶ خانوار) ۳۰۴ نفر 
بوده‌است.